# جمی والترز
جمی والترز (انگلیسی: Jamie Walters؛ زادهٔ ۱۳ ژوئن ۱۹۶۹) یک موسیقی‌دان اهل ایالات متحده آمریکا است. وی از سال ۱۹۹۲ میلادی تاکنون مشغول فعالیت بوده‌است.
از فیلم‌ها یا برنامه‌های تلویزیونی که وی در آن نقش داشته است می‌توان به فریاد و بورلی هیلز، ۹۰۲۱۰ اشاره کرد.